# Transatlantique (court métrage, 1987)
Pour les articles homonymes, voir Transatlantique.
 (juillet 2025).
Pour plus de détails, voir Fiche technique et Distribution.
Transatlantique est un court métrage d'animation franco-américain réalisé par Bruce Krebs et sorti en 1987.

## Fiche technique
- Titre français : Transatlantique
- Réalisation : Bruce Krebs
- Scénario : Bruce Krebs
- Musique : Claude Debussy
- Montage : Bruce Krebs
- Directeur de la photographie :
- Direction artistique : Mireille Boucard, Yves Antoine Judde, François Ring-Andersen
- Langue : Français
- Pays :  France,  États-Unis
- Genre : animation

## Distinctions
Il fait partie de la sélection officielle du Festival de Cannes 1987 et a reçu le grand prix du Festival du court métrage de Grenoble 1987, le grand prix d'animation au Festival du court métrage d'Albi 1987, le grand prix section « court-métrage » du Festival du film romantique de Cabourg 1988, le grand prix section « court métrage » du Festival International de l'Imaginaire de Clermont-Ferrand 1988, le prix de l'animation du Festival de Villeurbanne 1987, la première mention du jury et la première mention du public du Festival « Musique et cinéma » de Besançon 1987, le prix de qualité du C.N.C. ainsi que le prix spécial du jury du Festival international du cinéma d'animation d'Ottawa 1988. Il a également été nommé comme meilleur court métrage d'animation lors de la 13e cérémonie des César (1988).